# サン＝ナゼール強襲
サン＝ナゼール強襲（St Nazaire Raid）またはチャリオット作戦（Operation Chariot）は、第二次世界大戦中にイギリス軍が展開した特殊作戦である。1942年3月28日、イギリス軍はドイツ占領下のフランスにて厳重に警備されていたサン＝ナゼール港の乾ドック、通称「ノルマンディ・ドック」を海上から強襲した。この作戦は合同作戦司令部による援護の元、イギリス海軍およびブリティッシュ・コマンドスによって遂行された。ノルマンディ・ドックは大西洋沿岸において戦艦「ティルピッツ」などドイツ海軍の大型艦艇を修理しうる唯一の施設であり、これを破壊することで修理を必要としている多くのドイツ海軍艦艇にドイツ本土への移動を強いる事が期待された。
小型舟艇18隻を率いた旧式駆逐艦「キャンベルタウン」は英仏海峡を超えてフランス大西洋沿岸に進出し、ノルマンディ・ドックのゲートに突入。さらに「キャンベルタウン」の船首には鋼鉄とコンクリートの容器に格納された遅発式爆薬が満載されており、その爆発によってドックはほぼ完全に破壊された。これによりノルマンディ・ドックは機能を失い、操業を再開したのは戦後10年経ってからだったという。また、地上施設破壊の任務を帯びたコマンドスも上陸している。ところがドイツ軍による激しい抵抗の中で、コマンドスを英国に送り返す事を目的に集結していた小型舟艇のほとんどが沈没、炎上などにより輸送能力を失った。取り残されたコマンドスは陸路での脱出を試みたものの、サン＝ナゼール市街にて包囲され、多くが戦死ないし降伏することになる。
投入された英軍将兵622名の内、169名が戦死、215名が捕虜となり、英国への帰還を果たしたのは228名であった。一方、ドイツ軍ではキャンベルタウン自爆の際に360名以上が死亡している。イギリス政府では、この襲撃に参加した将兵のうち89名に何らかの勲章を授与しており、内5名はヴィクトリア十字章を受章している。またサン＝ナゼール強襲への参加を称えるべく、コマンドスに対してサン＝ナゼールの名を冠した戦闘名誉章（Battle honours）が授与された。

## 背景

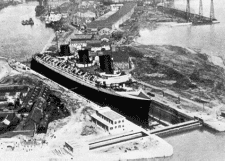
ノルマンディ・ドックに収容される客船ノルマンディ号

サン＝ナゼールはロワール川流域の北岸に位置する。古くから港湾都市として栄え、1942年の段階で50,000人の住民が暮らしていた。また英国から最も近いフランス港の1つでもあり、最寄りの英国港からは400kmの距離にあった。サン＝ナゼール港はアバン・ポール（Avant Port）と称される外港を備えており、これは大西洋に向けて付き出した2つの埠頭によって構成されている。またアバン・ポールは水を制御する2つの水門を挟んでバサン・ド・サン＝ナゼール（Bassin de St Nazaire）なる内港に接続されていた。こうした構造は水位を調整し港湾内に潮流による影響を与えない事を目的としていた。またバサン・ド・サン＝ナゼールを超えた先にはバサン・ド・パンウエット（Bassin de Penhoët）というもう1つの内港があり、ここには最大10,000トンの艦船を収容する事が可能であった。このバサン・ド・パンウエットに接続されているノルマンディ・ドックは1932年に遠洋定期船「ノルマンディ」を収容する為、当時世界最大の乾ドックとして建設されたものである。ノルマンディ・ドックの北西にはバサン・ド・サン＝ナゼールへの旧入口があった。またアバン・ポール南埠頭と旧入口の中間には、ロワール川に向けて突出したヴュー・モール（vieux môle）と通称される古い突堤があった。
1941年5月24日のデンマーク海峡海戦では、ドイツ海軍の戦艦「ビスマルク」および重巡洋艦「プリンツ・オイゲン」、そしてイギリス海軍の戦艦「プリンス・オブ・ウェールズ」および巡洋戦艦「フッド」が衝突した。この戦いにより「フッド」は撃沈され、「プリンス・オブ・ウェールズ」も長期の修理を余儀なくされた。一方、「ビスマルク」もまた無視できないレベルの損傷を受けており、当時の枢軸軍勢力下の軍港のうち唯一「ビスマルク」を収容しうる乾ドックがあったサン＝ナゼールの軍港への単独航行を命じられた。しかし結局、ビスマルクはフランスへ到達することなく英海軍による追撃に晒され、沈没した。
1941年末、英海軍情報部はドック奇襲に関する最初の提案を行なった。1942年1月、独戦艦「ティルピッツ」の出撃が確認された時、英海軍および英空軍は既にティルピッツ攻撃の計画を策定していた。合同作戦司令部の作戦室では、「ティルピッツ」が海上封鎖を逃れて大西洋に到達した後のシナリオを想定していた。そして仮に「ティルピッツ」が損傷した場合、同型艦であったビスマルクと同様にサン＝ナゼールのみがこれを収容・修理しうると判断し、さらにサン＝ナゼールでの収容が不可能となった場合、ドイツ海軍が大西洋に「ティルピッツ」を派遣する可能性は非常に低くなるだろうと結論づけたのである。
合同作戦司令部では、ドックの破壊を計画するに当たって、多くの作戦上のオプションに関する調査・検討を行なった。この作戦の立案段階では、英国政府はまだ非戦闘員の被害を極力避けようとしていた。空軍が提案した爆撃は、非戦闘員に被害を与える事なくドックの機能を奪うことが不可能と見なされた為に除外されている。また特殊作戦執行部（SOE）は、エージェントによるドックのゲート破壊を提案するも、ゲートを破壊しうる爆薬を運び込むには、現在潜入活動中のエージェントだけでは到底足りないと判断されたため見送られた。一方、海軍でも有効な作戦の立案は難航していた。サン＝ナゼールはロワール川の河口からおよそ8kmの地点に位置しており、いずれの艦船を用いるとしてもこの距離を敵に発見されず、また攻撃を受けずに航行する事は不可能に近いと考えられていたのである。
こうした各方面からの検討の末、コマンドスの投入が提案された。1942年3月には大西洋が大潮で水位が大きく上昇することが予想されており、その中であれば軽船舶が砂州上を航行し、また海上からドックに接近する事が可能とされた。ただし通常の歩兵揚陸船を用いるにはあまりにも浅すぎる為、特別に軽量化された駆逐艦を投入する必要があるとされた。

## 計画

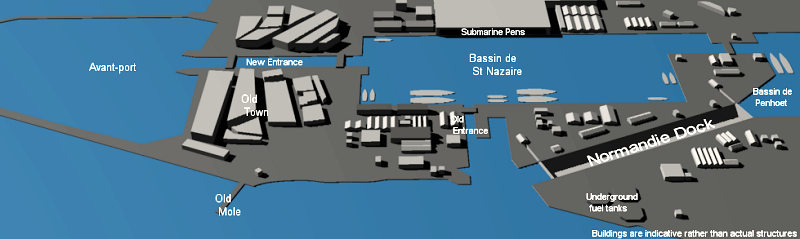
1942年時点のサン＝ナゼール軍港の再現図

サン＝ナゼール襲撃作戦においては、次の3つが破壊目標として定められていた。
- ノルマンディ・ドック
- バサン・ド・サン＝ナゼールの旧水門、揚水装置等の基地施設
- 港内に存在するUボート及びその他の船舶

合同作戦司令部の当初案では、2隻の特別軽量化された駆逐艦が襲撃遂行の為に必須とされた。この当初案では、まず1隻が爆薬を満載してドックのゲートに衝突し、これに搭載されていたコマンドスが上陸してサーチライトや砲床、基地施設を破壊する。その後、乗員を退避させた上で1隻目の駆逐艦を自爆させ、2隻目の駆逐艦でコマンドスおよび乗員を回収することとされており、また空軍はこの間に陽動目的の空襲を作戦区域内に展開することとされていた。

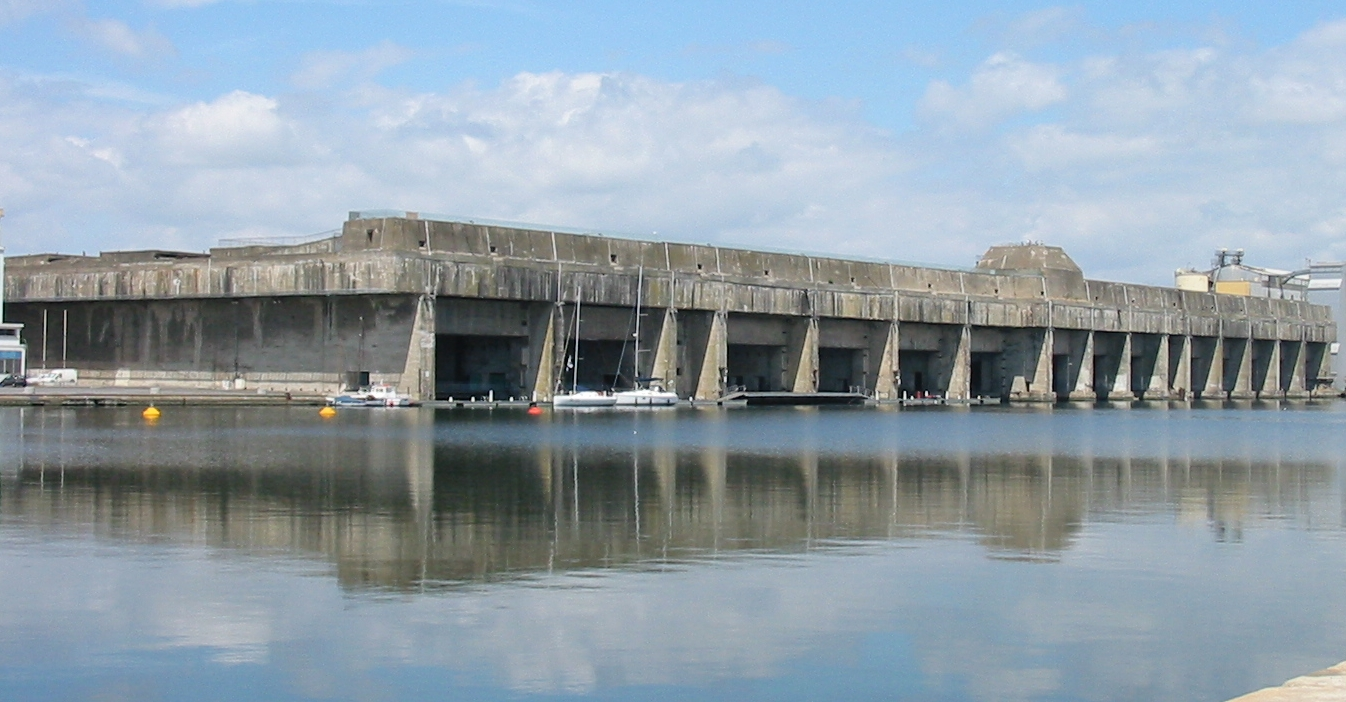
サン＝ナゼールのUボート・ブンカー跡地（2005年）

1942年3月3日には襲撃作戦に「チャリオット作戦」（Operation Chariot）のコードネームが与えられたが、そこに至るまでには何度かの紆余曲折があった。英国海軍本部では、合同作戦司令部の提出した作戦案に対する海軍の協力が拒否された。海軍としては1つの乾ドックを破壊する為だけに1隻ないし2隻の駆逐艦を犠牲にする事など到底考えられなかったのである。彼らは代案として自由フランス海軍の旧式駆逐艦「ウーラガン」と小型機動舟艇船団をコマンドス輸送に用いることを認めたが、「ウーラガン」を用い自由フランス軍将兵を作戦に参加させた場合、作戦上の秘密保持が非常に難しくなる事が予想された為、最終的には海軍本部も英海軍駆逐艦「キャンベルタウン」の提供を認めざるを得なくなった。また空軍内では襲撃参加に向けて爆撃軍団から戦力が引き抜かれてしまったため、爆撃頻度が減少している事に関して繰り返し不満が訴えられた。ウィンストン・チャーチル首相が「目標が明確に特定された場合のみ爆撃を遂行せよ」という命令を出すに至り、事態は一層と複雑になった。
これらの事態の中にあっても、合同作戦司令部は各情報機関と密接に協力し作戦の細部を固めていった。海軍情報部や秘密情報部、陸軍省情報部（War Office's Military Intelligence Branch）により、サン＝ナゼール市街の地図や沿岸砲等の配置が明らかになり、ドックそのものに関する情報も戦前に出版された技術雑誌等から収集された。海軍作戦情報部では、空軍省航空情報部（Air Ministry's Air Intelligence Branch）による独空軍機の通信傍受結果やエニグマ暗号の解読結果から得られた機雷敷設位置等を元に襲撃のルートとタイミングの選定に当たった。襲撃そのものは最長でも2時間以内と考えられており、作戦終了後キャンベルタウン乗員およびコマンドスはヴュー・モールから機動艇（Motor Launch, ML）で脱出することとされた。

## 部隊編成

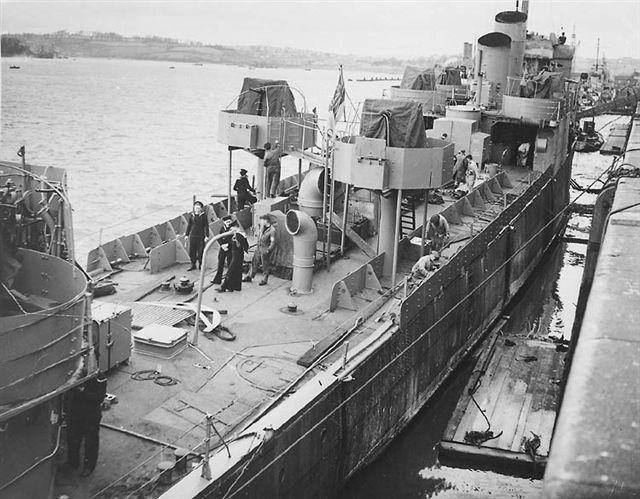
襲撃作戦に向けて特殊改造を施されるキャンベルタウン。両舷に装甲板が追加され、エリコン機銃の銃座が追加されている。また、4本ある煙突のうち2本が除去され、残り2本も角度を付けて切り詰められている。

合同作戦司令部はチャリオット作戦の遂行にあたり、「火船」（Fire ship）としてゲートに突撃・自爆させる駆逐艦1隻とコマンドスを輸送する複数の小型舟艇を要求した。この要求を受けた海軍では、ロバート・ライダー中佐を指揮官とする史上最大規模の分遣船団を編成。火船にはスティーヴン・ハルデン・ビーティ少佐を艦長とする駆逐艦「キャンベルタウン」が選ばれた。「キャンベルタウン」は第一次世界大戦時に米海軍ウィックス級駆逐艦「USSブキャナン」として建造された軍艦で、1940年に英米間で結ばれた駆逐艦・基地協定（Destroyers for Bases Agreement）の元で英海軍に送られた50隻の駆逐艦（タウン級駆逐艦）のうちの1隻であった。
「キャンベルタウン」は10日間かけて襲撃用の特殊改造を受けた。砂州を超えるには喫水を上げねばならず、その為には大幅な軽量化が必要であった。これを達成するべく、「キャンベルタウン」の居住区画は完全に除去、また4インチ砲3門、魚雷発射管、爆雷投射機などの武装も甲板から除去され、代わりに軽12ポンド速射砲が主砲として搭載された。また8門のエリコン20mm機銃の銃座も甲板上に追加された。艦橋および操舵室には増加装甲が施され、甲板上のコマンドス隊員を防護するべく両舷に沿った装甲板も追加された。4つあった煙突のうち2本は除去され、残り2本はドイツ海軍の駆逐艦に似せて角度を付けて切り詰められた。船首にはコンクリート製の容器に格納された高性能爆薬4.5トンが搭載されたが、これはコマンドスの撤退完了後に爆発させる事を目的としたものである。キャンベルタウン乗員らは起爆装置の起動に先立ち、ドイツ側による曳航を避ける為にキングストン弁を開放して自沈を早める事が求められた。そして乗員およびコマンドスが4隻の機動艇により「キャンベルタウン」を離れる直前に、起爆装置の起動が行われる予定であった。
その他の海軍部隊としては、「HMSタインデール」および「HMSアサーストン」のハント級駆逐艦2隻が作戦中の後方警戒および航行中の船団護衛を担うべく展開した。機動砲艇「314号（MGB 314）」はチャリオット作戦における作戦司令部として運用されており、ライダー中佐とコマンドス指揮官らが搭乗した。またマイケル・ウィン少尉を艇長とする高速魚雷艇「74号（MTB 74）」には2つの任務が与えられていた。「MTB 74」はノルマンディ・ドックの外側ゲートが開放されていれば内側ゲートを、閉鎖されていればバサン・ド・サン＝ナゼールの旧入口を魚雷により破壊するというものである。コマンドスを輸送する為に第20および第28機動艇船団より12隻の機動艇（ML）も参加した。これらの機動艇は前方2門のエリコン20mm機銃と後方1門の連装ルイス機銃で再武装されていた。作戦遂行直前になって、第7機動艇船団からそれぞれ2本の魚雷で武装した4隻の機動艇が参加した（脚注の船団編成表参照）。これらは元々河川警備を担っていた機動艇で、活動範囲を拡大するべく500ガロンの外部燃料タンクが追加されていた。S級潜水艦「HMSスタージョン」は船団から先行し、ロワール河口までの誘導を担当した。

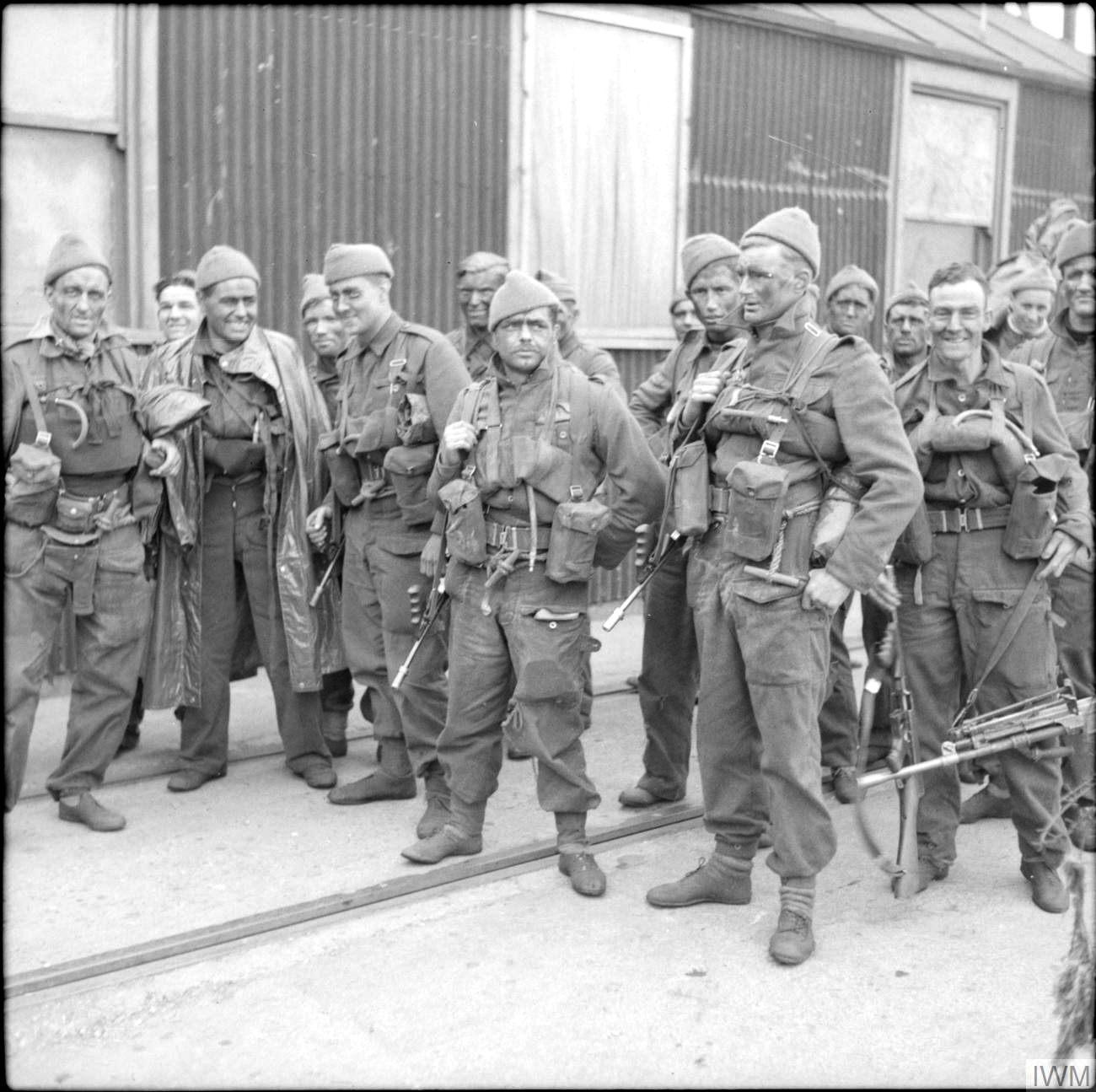
第4コマンドスの隊員。前列の隊員たちはトンプソン短機関銃やブレン軽機関銃を携行している（1942年）

コマンドスの司令官には第2コマンドー部隊の部隊長チャールズ・ニューマン中佐が選ばれ、主力となった第2コマンドー部隊からは173名が襲撃に参加した。特殊任務旅団（SSB）本部ではこれに加えて第1、第3、第4、第5、第9、第12コマンドー部隊から各隊の精鋭合わせて92名を抽出して本作戦に派遣している。コマンドスは3つのグループに分割され、第1および第2グループは機動艇での上陸を目指し、第3グループは「キャンベルタウン」に乗艦することとなった。また、第1グループの任務はヴュー・モールの確保、南埠頭周辺の高射砲陣地の無力化であり、その後は旧市街に侵入して発電所や橋梁、アバン・ポールとバサン・ド・サン＝ナゼールを繋ぐゲートなどの爆破を行うこととされた。特にヴュー・モールは作戦終了後の脱出地点でもあった為、これの確保は彼らに課されたうち最も重要な任務であった。第2グループの上陸地点はバサン・ド・サン＝ナゼールへの旧入口で、その任務は高射砲陣地およびドイツ軍司令部を無力化してサン＝ナゼール潜水艦基地等の守備隊による反撃を遅延させることであった。そして本作戦におけるコマンドス副司令官ウィリアム・"ビル"・コップランド少佐率いる第3グループは、「キャンベルタウン」の突入後周囲を確保し、揚水装置、ゲート開閉装置、地下燃料タンクなどを爆破することを任務とした。これらそれぞれのグループは、さらに戦闘班、爆破班、防御班に分けられた。戦闘班が進路を切り開き、爆破班が爆薬を設置し、防御班は作業中の爆破班を護衛するのである。この作戦の立案にあたり、コマンドスは陸軍工兵隊のビル・プリチャード大尉による助言を受けている。プリチャードはグレート・ウェスタン鉄道の元技師で、彼の父はカーディフ造船所の所長だった。1940年には海外派遣軍の一員としてフランスに派遣され、撤退時における焦土作戦の一環として、効率よくドックを無力化する手段の研究に従事していた。そして、彼が研究の対象としていた軍港の1つこそ、サン＝ナゼールであった。コマンドスから協力を打診されたプリチャードは、自らの研究成果をまとめた報告書を送っている。

## ドイツ軍

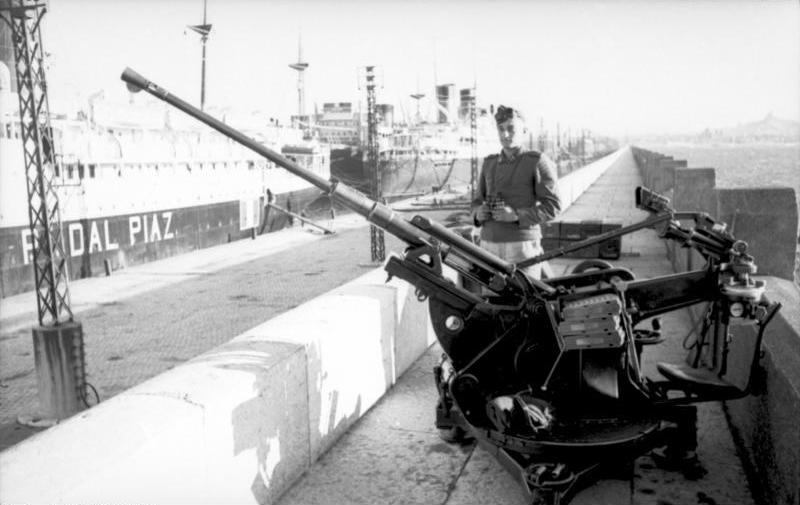
ドイツ軍の2cm高射機関砲

当時、ドイツ国防軍の戦力として5000名以上がサン＝ナゼールの周辺に展開していた。軍港にはエド・ディークマン大尉率いる第280海軍砲兵大隊が駐屯していた。第280大隊は75mm砲から280mm列車砲まで、様々な口径の砲28門を用いて沿岸防衛を担っていた。これに加え、カール＝コンラート・メッケ大尉率いる第22海軍高射砲旅団がサーチライトや高射機関砲を用いて支援にあたっていた。第22旅団は20mmから40mmまで、各種の高射砲43門で武装しており、沿岸防衛と防空の双方を担っていた。これらの部隊の高射砲の多くは、サン＝ナゼール潜水艦基地や港湾施設の周辺にコンクリート製の砲兵陣地と共に設置されていた。
その他、港湾施設や停泊中の艦船の警備を担う港湾警備中隊も編成されており、警備船舶隊と共に港湾司令官の指揮下にあった。またサン＝ナゼールからロリアンまでの防衛を担当する陸軍の第333歩兵師団もサン＝ナゼール付近に駐屯していた。第333師団はサン＝ナゼールの街には部隊を配置していなかったが、付近の集落に連絡班を派遣しており、港湾への攻撃をすみやかに察知して反撃に移りうる体制を整えていた。
海軍は少なくともロワール河口に3隻の艦船、すなわち駆逐艦1隻、武装トロール船1隻、掃海艇1隻を配置していた。襲撃が行われた夜には、これに加えて4隻の警備艇が任務についており、第16および第42掃海船団から派遣された艦船10隻が内湾（内2隻はノルマンディドック内）に停泊していた。またゲオルク＝ヴィルヘルム・シュルツ中佐率いる第6潜水隊群、ヘルベルト・ゾーラー少佐率いる第7潜水隊群がサン＝ナゼール軍港を根拠地としていた。ただし、これらの潜水艦が襲撃当日にどのような行動をしていたのかは明らかになっていない。襲撃の前日、サン＝ナゼール潜水艦基地は潜水艦隊司令カール・デーニッツ提督による視察を受けている。デーニッツはブリティッシュ・コマンドスによる襲撃への対処について尋ねたが、ゾーラー少佐は「本基地への攻撃はあまりにも危険であり、全くあり得ない事です」と応じたという。

## 襲撃開始

### 往路
1942年3月26日14時00分、3隻の駆逐艦と16隻の小型舟艇がコーンウォール・ファルマスを出発。船団は駆逐艦を中央列に配置した3列隊形を取っていた。サン＝ナゼール到着時には左列の機動艇群がヴュー・モール、右列の機動艇群が旧入口を目指すこととされていた。また高速魚雷艇や機動砲艇は航続距離の関係から自力でのサン＝ナゼール到達が困難だった為、「キャンベルタウン」や「アサーストン」によって曳航されて接近した。3月27日7時30分、「タインデール」がUボートとの接触を報告し、砲撃を開始。「キャンベルタウン」を除く2隻の駆逐艦は爆雷による対潜戦闘の為に船団を一時的に離れ、9時00分までに隊列へ復帰した。なお、このUボートは後にVII型「U-593」と識別されている。その後、船団は2隻のフランス漁船と遭遇。この漁船がドイツ側に通報する恐れがあった事から、乗組員を強制的に下船させた後、漁船は2隻とも撃沈された。17時00分、付近にドイツ軍水雷艇5隻が展開している旨がプリマスの作戦司令部から船団へ報告される。それから2時間後、別のハント級駆逐艦2隻（HMSクリーブランド、HMSブロックレスビー）が船団への増援として派遣された。
21時00分、船団はサン＝ナゼール沖65海里（120km）に到達。この時点で「アサーストン」と「タインデール」は周辺警戒の為に船団を離れ、また船団は機動砲艇と2隻の機動艇が先導し、その後ろに「キャンベルタウン」が続く隊形に移行する。残りの機動艇は船団の左右に展開し、残りの機動砲艇は「キャンベルタウン」の後方に続いた。この段階で機動艇のうち341号艇がエンジントラブルの為に落伍し、作戦における最初の損失となった。22時00分、先行していた「スタージョン」が誘導信号の発信を開始。これと同時に、「キャンベルタウン」はドイツ駆逐艦を装うべくドイツ海軍旗を掲げた。
23時30分、英空軍5個中隊（ホイットレイ爆撃機35機、ウェリントン爆撃機27機）が爆撃を開始。これらの航空部隊は海上から注意を逸らすため、高度1,800メートルを保ちつつおよそ60分間サン＝ナゼール軍港上空に留まることとされていた。同部隊は明確に識別された軍事目標に対してのみ複数回の投下を行うべしと言明されていたものの、接近後に天候の大幅な悪化が明らかになり、サン＝ナゼールへの爆撃を遂行できたのはわずか4機で、また6機が付近の標的へ爆撃を行なっている。
この奇妙な爆撃は、メッケ大尉を少なからず動揺させた。3月28日0時00分、メッケは落下傘降下が行われている可能性を疑い警報を発している。1時00分、彼は爆撃機が撤収したと判断し、高射砲による射撃を中止させると共にサーチライトを消灯させた。続いて厳戒態勢が宣言されると、守備部隊の将兵や各艦船の乗組員らは防空壕を出て警戒活動に移った。この間、海上での不審な活動に関する報告が行われ、メッケは海上からの上陸を含む各種の襲撃作戦が想定されるとして、特に軍港の警備を厳重にするよう命じている。

### 襲撃開始

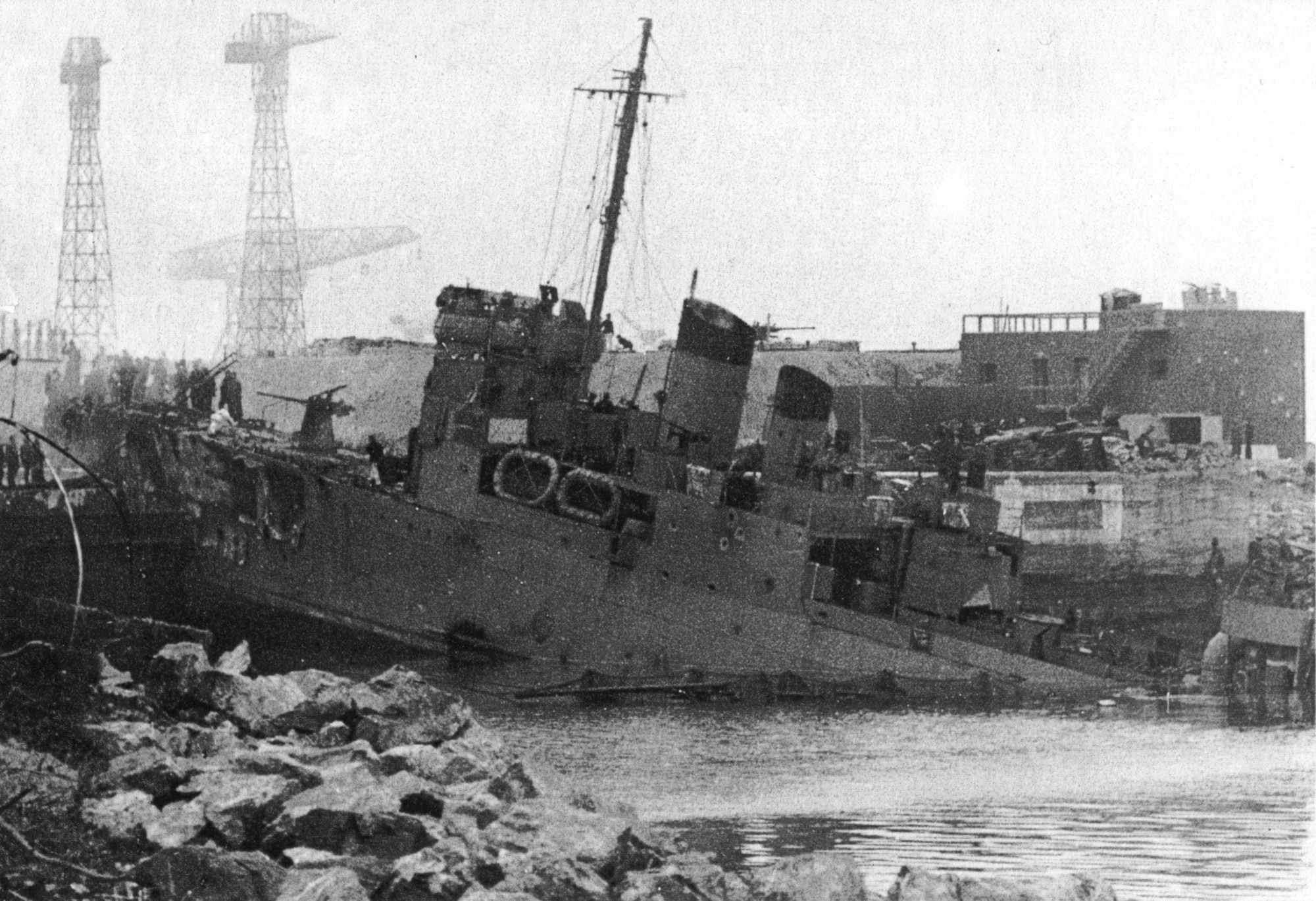
ゲートに突入したキャンベルタウン

0時30分の段階で船団はロワール河口に到達しており、それまでに「キャンベルタウン」は2度艦底を擦っていた。1時22分、ドックのゲートに接近しつつあった船団は両岸から守備隊のサーチライトに照らされた。守備隊側が信号灯を用いて識別情報を要求すると、機動砲艇314号はボクセイ島における別任務の折に入手していたドイツ軍トロール船の識別信号で応じた。続いて何発かの威嚇砲撃が沿岸から行われたが、「キャンベルタウン」および機動砲艇「314号」は「本艦は友軍による砲撃に晒されている」と応じている。この通信の後しばらくの間は砲撃が止み、船団はさらにドックへと接近した。1時28分、船団はドックのゲートから1.6kmまで接近。キャンベルタウン艦長ビーティ少佐はドイツ海軍旗の降下とイギリス海軍旗（White Ensign）の掲揚を命じたが、途端にドイツ軍による激しい砲撃が始まった。ドイツ軍の警備艇も出撃して攻撃を開始したが、「キャンベルタウン」がこれを撃沈し、船団はさらに前進した。多くのイギリス艦船は被弾・破損しており、「キャンベルタウン」は複数回の被弾に耐えつつ19ノット（時速35km）まで速度を上げた。さらに砲撃を受けた「キャンベルタウン」の艦橋では操舵手が戦死し、すぐに操作を代わった代理手もまもなく負傷する。一層と激しさを増す砲撃の中、「キャンベルタウン」はヴュー・モール付近を駆逐しつつ入口の魚雷防御網を突き破って前進し、予定より3分遅れの1時34分にゲートへの体当たりを遂行した。あまりに勢い良く衝突した為、「キャンベルタウン」はゲートの上におよそ10m乗り上げたという。

### 下船

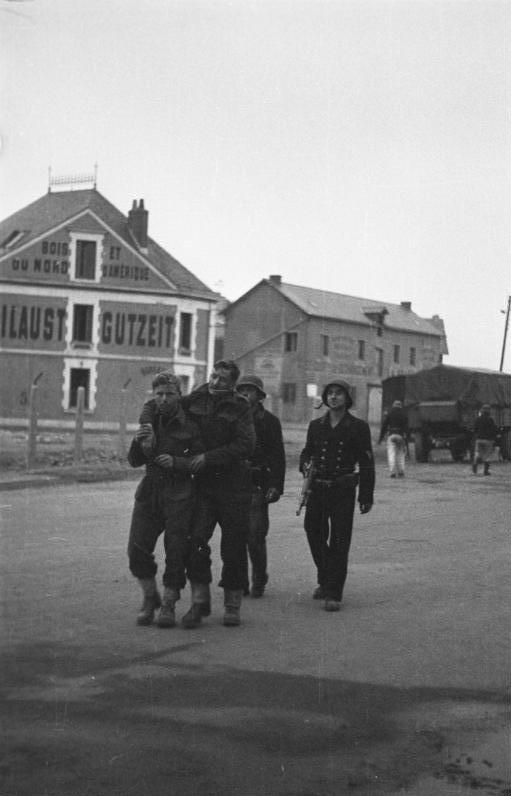
捕虜となったコマンドス隊員を護送するドイツ軍水兵

「キャンベルタウン」に搭乗していたコマンドス第3グループの内訳は、2個戦闘班、5個爆破班、3個防御班、および迫撃砲チームであった。このうち3個爆破班は揚水装置など乾ドックに付随する基地施設の破壊を任務とした。また残り2個班のうち、1個班は4人のコマンドス隊員と引き換えに4箇所の砲兵陣地の破壊に成功し、最後の1個班はほとんどの目標を破壊したものの、隊員の半数が戦死した。さらに第1、第2グループの任務は完全に失敗していた。これは、第1、第2グループを輸送していた機動艇の多くは兵員を揚陸することなく撃沈され、ヴュー・モールに到達してコマンドス上陸に成功したのは「457号艇」のみ、バサン・ド・サン＝ナゼールへの旧入口に到達したのは「177号艇」のみであったことが大きな要因である。「177号艇」から出撃したコマンドスは、内湾にて2隻のタグボートを爆破。これに加え、「160号艇」がドックを通り過ぎて川上の標的に向かった一方、「269号艇」は沈没こそ免れたものの制御を失い海上を旋回している状態であった。この頃、「キャンベルタウン」では自沈用爆薬が起爆され、ビーティ以下乗組員らの撤収が開始。「177号艇」は「キャンベルタウン」に移動し、負傷者を含む乗組員30名を収容した。一方、第1、第2グループの任務失敗を知らされていなかったコップランド少佐は負傷者らと共に本来の脱出地点であったヴュー・モールを目指して移動していた。
機動砲艇に搭乗していたニューマン中佐は本来上陸する必要がなかったが、最初に上陸した英兵の1人となった。彼が最初に行なった活動の1つは、上陸したコマンドスを圧倒していたUボートブンカー上の機銃陣地の座標を迫撃砲チームに報告する事だった。彼は続けて武装漁船への攻撃を指揮し、川上への撤退を強いた。以後、爆破班の作業が完了するまでの間、ニューマンは防衛線を組織して指揮を取り、増援を受けて徐々に規模を増すドイツ軍と戦い続けた。

ニューマンが海上からの脱出が今や絶望的になったと判断した時、彼の周囲では100名以上のコマンドス隊員が戦っていた。生存者を集合させた後、ニューマンは次の3つの命令を下した。

- 英国帰還の為に全力を尽くすこと。
- 銃弾を残したままでは決して降伏しないこと。
- 友軍の助けを得られるならば決して降伏しないこと。

ニューマンとコップランドは機関銃での掃射を行いつつ、旧市街から橋を渡り、新市街への突撃を試みた。コマンドスは狭い路地や農地を利用してドイツ軍の追跡から逃れようとしたが、最終的には全員が包囲下におかれた。包囲されたコマンドスは弾薬が尽きるまで抵抗した後に降伏した。また、わずか5名のコマンドス隊員は包囲を逃れ、中立国スペインを経由してイギリスへの帰還を果たしている。

### 小型舟艇

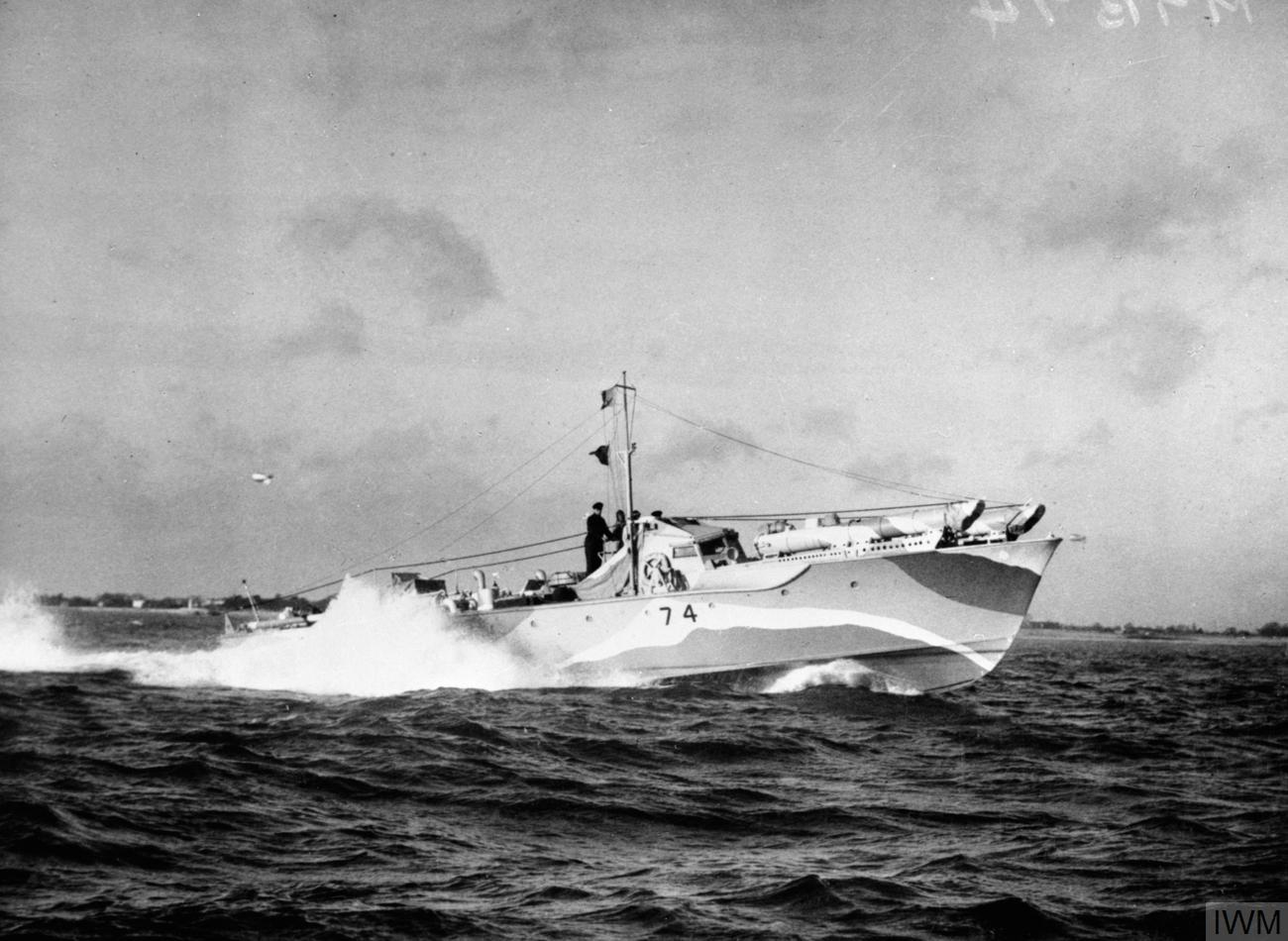
高速魚雷艇74号

作戦に参加した機動艇のほとんどは炎上・沈没した。最初に炎上したのは船団右側先頭の機動艇であった。右側列では何隻かの機動艇が任務を達成している。「443号艇」は港湾側戦力の指揮船で、陸地からわずか3mまで接近したものの、銃撃や手榴弾の投擲を受けて炎上、同艇の乗員は付近を航行していた「160号艇」によって救出された。「160号艇」は魚雷武装艇の1隻で、湾内に停泊中と報告されていた2隻の大型タンカーを捜索していた。生還した「160号」艇長T・ボイドおよび「443号」艇長TDLプラットの両中尉は後に殊勲章（DSO）を受章している。この2隻以外の港湾側戦力で目的地へ到達したものは皆無で、いずれも撃沈・炎上により喪失した。「192号艇」および「262号艇」もまた炎上し、生存者は両艇あわせてわずか6名であった。「268号艇」も爆沈し、生存者は1名のみであった。「キャンベルタウン」乗員の避難にあたっていた「177号艇」も、河口を出たところで撃沈された。魚雷武装艇の1隻だった「269号艇」は、ドイツ軍を上陸地点から引き離すべく囮としてロワール川を上るという任務を負っていたが、「キャンベルタウン」から離れてまもなく被弾し、舵を破壊された。その修理に10分を費やした後、敵の武装漁船と接触し、戦闘の末にエンジンが炎上した。

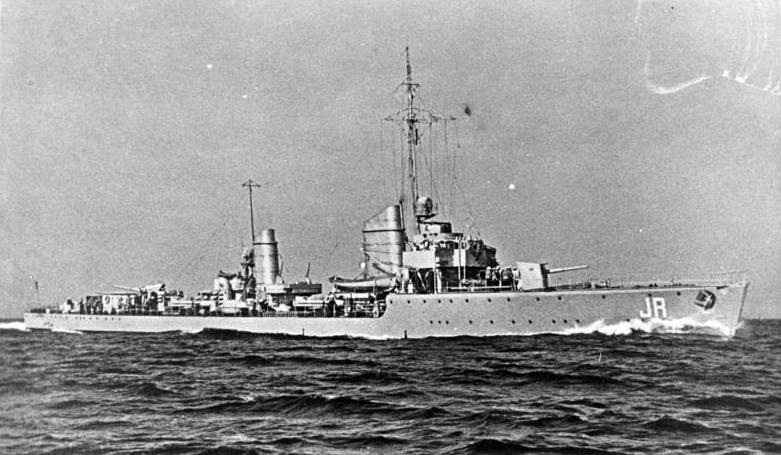
1923型水雷艇「ヤグアル」

「306号艇」は砲火をくぐり抜けて上陸地点に接近した機動艇の1隻である。第1コマンド部隊所属のトーマス・デュラン軍曹は「306号艇」の後方機銃座についており、砲兵陣地およびサーチライトの破壊が任務であった。やがて「306号艇」は沖へ逃れたが、そこでドイツ海軍の水雷艇「ヤグアル」に至近距離から攻撃を受けた。デュランは戦闘の中で重傷を負い、「ヤグアル」の艇長から降伏勧告を受けたが、それでも銃座から離れようとはしなかった。そして弾倉が空になり、ドイツ兵らが機動艇に乗り込んでくるまで、彼は戦闘遂行を諦めようとしなかった。デュランは度重なる負傷が元で死亡したとされており、ヴィクトリア十字章が死後追贈されている。
コマンドス指揮班の上陸後、ライダー中佐は「キャンベルタウン」がうまく衝突したかどうかを自ら確認に向かった。この折、「キャンベルタウン」乗組員の一部が機動砲艇に救出されている。確認を終えたライダーは機動砲艇の指揮所に戻り、高速魚雷艇に救出任務を引き継ぐと共に旧入口に対する雷撃開始、および成功確認後の撤退を命じた。高速魚雷艇はまもなく撤退し、河口付近で撃沈された機動艇乗員の救助にあたっていたが、その間に砲撃を受け炎上した。ドックに残っていた機動砲艇は、ドイツ軍側の沿岸砲と砲戦を繰り広げていた。この時、機動砲艇の前方2ポンド砲にはウィリアム・アルフレッド・サベージ上等水兵（Able seaman）が就いていた。ライダーは次のように報告している。
支援攻撃の割合は十分に思える、ティルピッツ・ドック内に展開したコマンドスは確実に抵抗を制圧しつつあるに違いない。敵の砲火に明らかな弱体化が見られる。

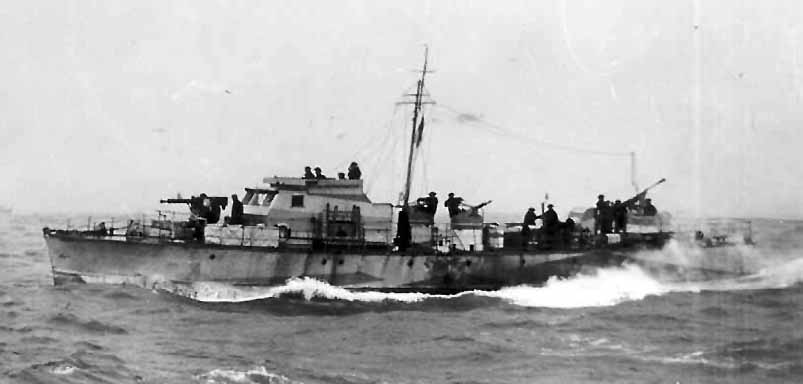
機動砲艇314号

この戦闘の間、ライダーは7隻ないし8隻の炎上している機動艇以外、周囲に船影を見つけられなかった。その後、彼はヴュー・モールと旧入口の上陸地点が共にドイツ軍に奪還されている事を確認した。コマンドスの救出も非常に難しくなったと判断した彼は機動砲艇を沖へ撤退させた。撤退中も機動砲艇はドイツ軍のサーチライトに照らされ続け、少なくとも6回被弾している。まもなく機動艇270号艇と合流すると、270号艇に命じて煙幕を張らせて離脱を続けた。沖へ進むにつれて小口径砲による砲撃は止んだが、より大口径の沿岸砲による砲撃は引き続き行われた。およそ6.4km沖まで逃れる頃、ドイツ側の最後の一斉砲撃のうち1発が機動砲艇の甲板に着弾し、サベージ上等水兵は戦死した。彼は後にヴィクトリア十字章を追贈されている。彼に送られた十字章の勲記は彼の勇気を称えると共に、機動砲艇の露天甲板作業に従事した多くの無名兵士の勇気にも触れている。

### 復路

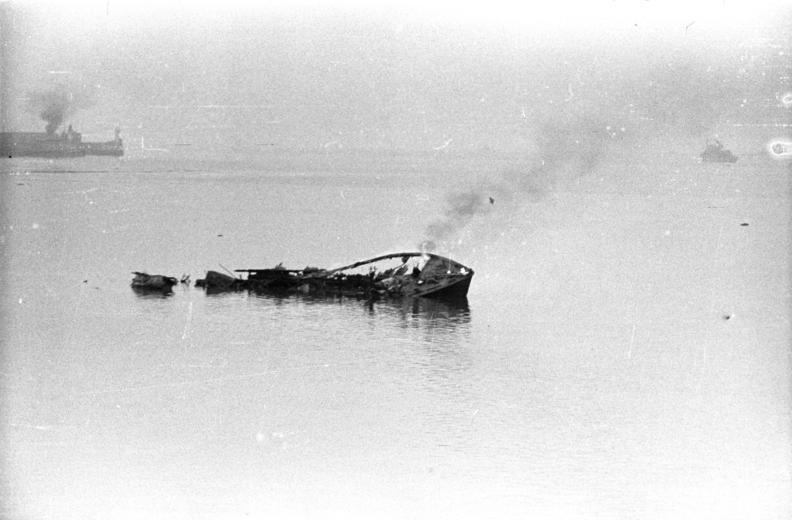
機動艇の残骸（1942年3月28日）

6時30分、前日報告されていた5隻のドイツ軍水雷艇を「サーストン」および「タインデール」が発見する。両駆逐艦はおよそ11kmの距離で砲撃を開始。10分後にドイツ水雷艇群は煙幕を張って撤退した。その後、両駆逐艦は機動砲艇および2隻の機動艇との合流に成功し、負傷者らは「サーストン」へと移された。もはや他の小型舟艇は壊滅したものと判断され、両駆逐艦および3隻の小型舟艇は英国への帰還に移った。9時00分頃、プリマス司令部より派遣された「クリーブランド」と「ブロックレスビー」が到着。しかし、船団はドイツ空軍のHe115水上機によって発見された。直後にJu88爆撃機が飛来し、上空で支援にあたっていた英空軍のボーファイター爆撃機と交戦。双方ともが海上に墜落した。その他にも多くのドイツ機が飛来したが、英空軍沿岸軍団が派遣したボーファイター爆撃機とハドソン爆撃機がこれらの対処に当たった。天候悪化の兆候が確認されると、船団ではドイツ軍を振り切るべく、損傷して速度が落ちていた小型舟艇の放棄を決断し、全ての小型舟艇乗組員を駆逐艦へ移した。
機動艇のうち、「160号艇」、「307号艇」、「443号艇」の3隻は自力で英国に帰還した。7時30分頃、Ju88爆撃機が再飛来。駆逐艦との合流地点へ航行しつつあった3隻に低高度で接近を試みた。3隻はJu88の操縦席を銃撃して撃墜。さらなる迫撃が行われたが、これも機関銃を用いて撃退した。これら3隻は遅れて合流地点に到達し、10時00分まで駆逐艦を待った後、丸一日掛けて自力で英本土への帰還を果たした。

### 「キャンベルタウン」の爆発

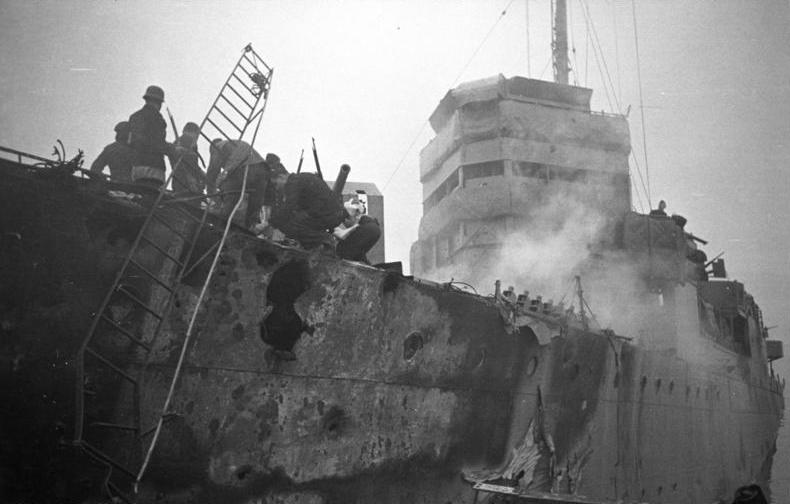
キャンベルタウンの残骸を調査するドイツ兵

1942年3月28日正午、「キャンベルタウン」に満載されていた爆薬が爆発、乾ドックが破壊された。ドック内に収容されていたタンカーは水没した（流されただけで沈まなかったとも言われる）。この爆発でキャンベルタウンの調査を行なっていた高級将校および非戦闘員あわせて40名のドイツ人が死亡し、さらに遠巻きに見物していた多数のドイツ海軍将兵が巻き込まれ、全体での死者はおよそ360名に達した。襲撃の数ヶ月後に英空軍偵察機が撮影した航空写真でも、乾ドックの中に放置された「キャンベルタウン」の残骸が確認できる。
襲撃翌日、軍港内の残骸・瓦礫等撤去の為にトート機関から大量の作業員が派遣される。3月30日16時30分、遅延信管を組み込まれていた高速魚雷艇「74号」の魚雷が旧入口で爆発。
守備隊は再び襲撃が始まったものと誤認して警報を鳴らし、トート機関の作業員らは作業の手を止めて慌ててドックから逃げ出した。ところが彼らが着用していたカーキ色の作業服が英軍の野戦服と類似していた為、守備隊員によってコマンドス隊員と誤認された作業員数名が射殺された。また、市街でもコマンドス隊員の存在を恐れた守備隊員らが執拗な捜索を行い、数名の住民が殺害された。

## その後

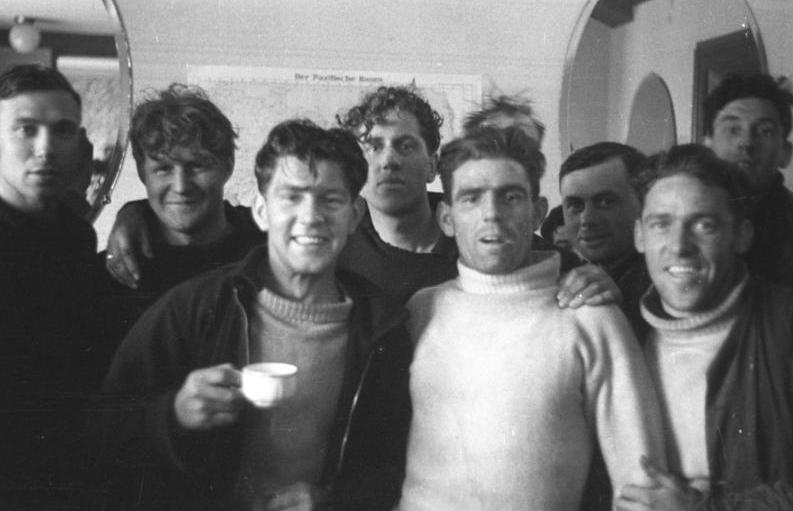
捕虜となったコマンドス隊員。

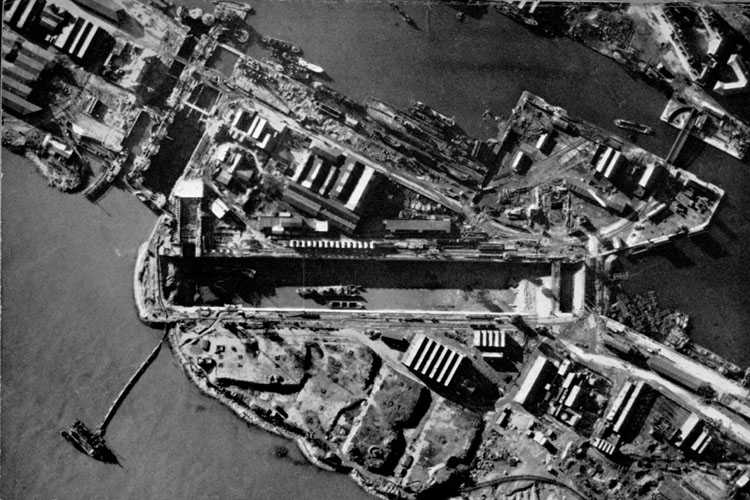
襲撃から数ヶ月後に撮影された航空写真。ドックの修復工事が進められているが、依然としてキャンベルタウンの残骸が放置されている。

爆破後、ドックは第二次世界大戦終結後までその機能を失った。サン＝ナゼール強襲の目的は完全に達成されたが、その代償は決して小さいものではなかった。この襲撃作戦には英海軍およびコマンドスの将兵622名が参加したが、英国への帰還を果たしたのはわずか228名のみであった。5名は前述の通りスペインを経由してジブラルタルへ到達、その後英本土へ帰還した。英軍人のうち、169名（海軍105名、コマンドス64名）が戦死し、215名（海軍106名、コマンドス109名）が捕虜となった。これらの捕虜はフランス・ラ・ボルの捕虜収容所に一時収容された後、レンヌの第133捕虜収容所に送られた。現在、ラ・ボルの軍人墓地にはサン＝ナゼールにおける戦死者の墓所が設置されている。
本作戦に参加した英軍人のうち、89名が何らかの勲章等を受章した。ビーティ少佐、ニューマン中佐、ライダー中佐、及び戦死したデュラン軍曹とサベージ上等水兵にはヴィクトリア十字章が送られている。その他の受章者内訳は、DSOが4名、CGMが4名、DCMが5名。DSCが17名、MCが11名、DSMが24名、MMが15名である。さらに4名はフランス政府から戦功十字章を授与され、51名が作戦参加表彰状（MID）を受けた。
アドルフ・ヒトラーは英海軍がロワール河口への進出を実現した事に激怒し、西方総軍司令部参謀長カール・ヒルペルト中将を解任した。また、この襲撃を機にドイツ側では「大西洋の壁」計画が発動され、各地の軍港には襲撃に対する警戒が命じられた。この結果1942年6月、ドイツ軍では元々Uボート・ブンカーのみで使用されていたコンクリート製砲座および掩蔽壕が、大西洋沿岸で設置され始めた。また同年8月、ヒトラーはアルベルト・シュペーア軍需相に対して1943年5月までにノルウェー＝スペイン間の沿岸部に15,000個の掩蔽壕を設置するよう命じている。
戦艦「ティルピッツ」がその後大西洋を航行する事は無かった。以後はほとんど作戦行動に投入されることもなくフィヨルドに留まり、1944年11月12日のカテキズム作戦において英空軍の爆撃を受け撃沈された。

## 残された名誉

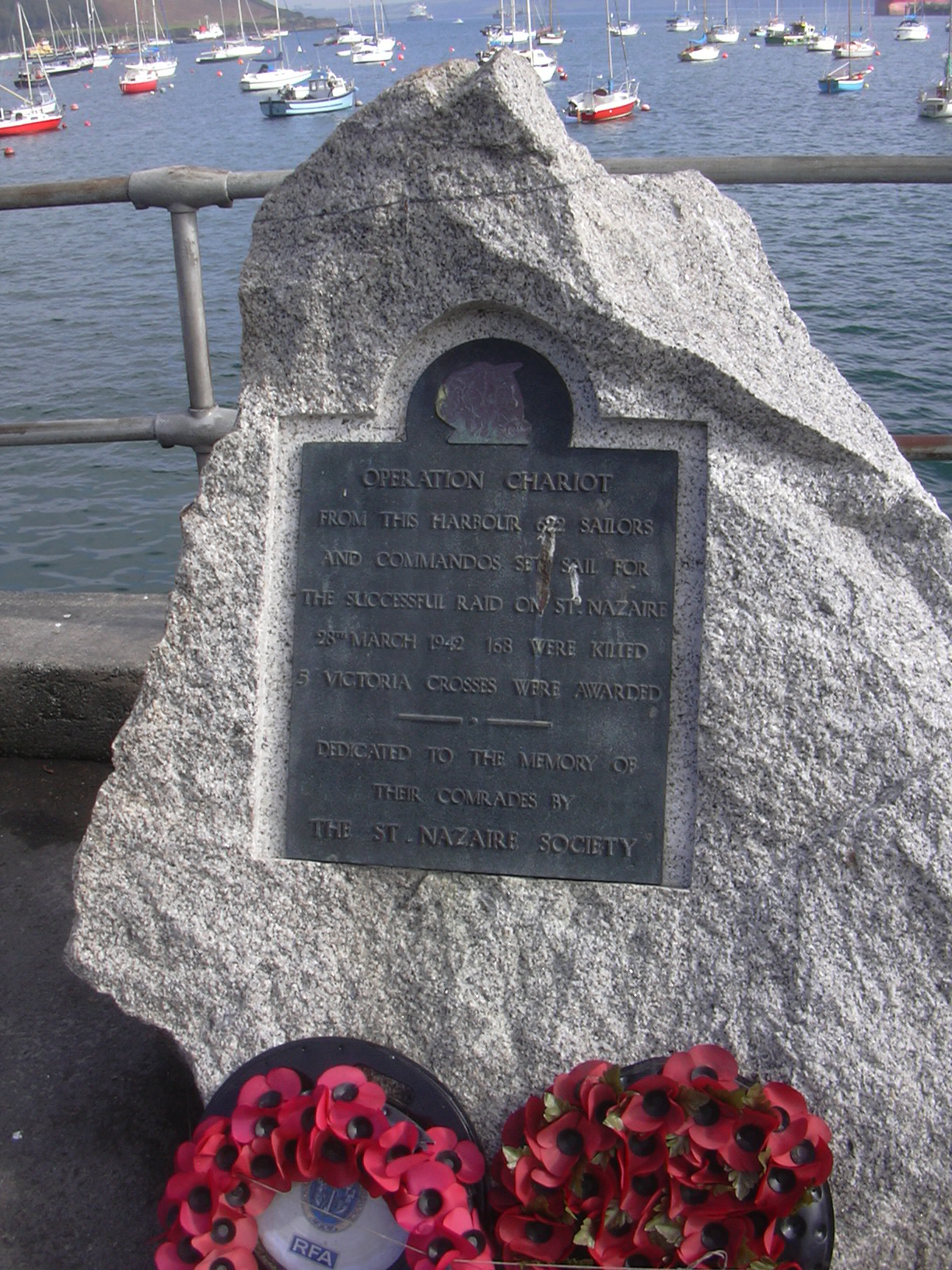
ファルマスにあるサン＝ナゼール襲撃記念碑

サン＝ナゼールの名は戦闘名誉章（Battle honours）の1つとして残され、これはコマンドスに送られた38の名誉章の1つでもある。この作戦はまた、「史上最大の襲撃」（The Greatest Raid of All）とも呼ばれた。生存者らは戦友会組織としてサン＝ナゼール協会（St Nazaire Society）を設立した。
ファルマスにはサン＝ナゼール襲撃を称える記念碑が設置された。この記念碑には次のような碑文が刻まれている。
| 「 | OPERATION CHARIOT FROM THIS HARBOUR 622 SAILORS AND COMMANDOS SET SAIL FOR THE SUCCESSFUL RAID ON ST. NAZAIRE 28TH MARCH 1942 168 WERE KILLED 5 VICTORIA CROSSES WERE AWARDED ———— · ———— DEDICATED TO THE MEMORY OF THEIR COMRADES BY THE ST. NAZAIRE SOCIETY | 」 |

| 「 | チャリオット作戦 この港から622名の水兵とコマンドスが出発し サン＝ナゼール強襲を成功させた。 1942年3月28日、168名が戦死し、 5人がヴィクトリア十字章を受章した。 ———— · ———— サン＝ナゼール協会より 戦友の記憶に捧ぐ。 | 」 |

1987年10月7日、22型フリゲートの1隻として、2代目の「HMSキャンベルタウン」が就役した。2代目「キャンベルタウン」就役の際には、第二次世界大戦後に回収されアメリカ・ペンシルバニア州キャンベルタウンに寄贈されていた、初代「キャンベルタウン」の号鐘が積み込まれた。1988年、キャンベルタウンの住民らは2代目「キャンベルタウン」の退役まで英海軍に号鐘を貸し出す事に同意。2011年6月21日、2代目「キャンベルタウン」の退役に伴い、号鐘がキャンベルタウンに返還された。
2002年9月4日、国立記念植物園は、チャリオット作戦参加者を称える記念樹の植樹を行なった。この記念樹には、次の碑文を刻んだ記念碑が添えられている。

1942年3月28日、サン＝ナゼール強襲にて戦死した水兵およびコマンドスの記憶に捧ぐ（In memory of the Royal Navy Sailors and Army Commandos killed in the raid on St Nazaire on 28 March 1942）。 
2007年、ジェレミー・クラークソンはBBCの番組内でドキュメンタリー『The Greatest Raid of All Time』を紹介した。

### フィクション
1952年のイギリス映画『封鎖作戦』（原題: Gift Horse）では、サン＝ナゼールをモチーフとした架空の襲撃作戦が描かれている。『封鎖作戦』では、米海軍から譲り受けた駆逐艦「HMSバラントレー（HMS Ballantrae）」を用いたブーディカ作戦（Operation Boadicea）なる襲撃作戦が描かれるが、作戦の展開や推移は実際のチャリオット作戦に沿ったものである。
1968年のアメリカ映画『鉄海岸総攻撃』（原題: Attack on the Iron Coast）もまた、サン＝ナゼール強襲をモチーフとした戦争映画である。
2005年のビデオゲーム『メダル・オブ・オナー ヨーロッパ強襲』（原題: Medal of Honor: European Assault）では、サン＝ナゼール強襲を描いたミッションがある。主人公ホルト中尉は特命を受けたOSSのエージェントで、唯一のアメリカ軍人として「キャンベルタウン」に乗り込み、襲撃に参加する。

### 補足
1. ↑  ソースによって数字が異なる。英政府官報ロンドン・ガゼッタには英海軍本部の発表に基づく海軍将兵353名およびコマンドス268名という数字が記されている[2]
2. ↑  bassin とは「ドック」、「船渠」を意味する。
3. ↑  通常、機動艇は前方1門の3ポンド砲（英語版）と後方1門の連装ルイス機銃、および爆雷12発で武装した[21]。
4. ↑  第22旅団は、第703、第705、第809海軍高射砲大隊の3個大隊から構成されていた[28]
5. ↑  ドイツ海軍の水雷艇は、連合軍のものに比べて大型かつ高い火力と防御力を備えていたことから、連合軍では小型の駆逐艦に相当する艦艇と捉えていた[35]。
6. ↑  本作戦に参加した小型舟艇乗員のうち、44人がDSOを受章し、19名が作戦参加表彰状(MID)を受けた[51]。

| 第28機動艇船団（28th Motor Launch flotilla） | 第20機動艇船団（20th Motor Launch flotilla） | 第7機動艇船団（7th Motor Launch flotilla）                            |
| -------------------------------------------- | -------------------------------------------- | --------------------------------------------------------------------- |
| 447号艇（艇長：F・N・ウッズ少佐)             | 192号艇（艇長：ビル・スティーブン少佐）      | 156号艇（艇長：レスリー・フェントン大尉）                             |
| 298号艇（艇長：ボブ・ノック大尉）            | 262号艇（艇長：テッド・バート大尉）          | 160号艇（艇長：トム・ボイド大尉）                                     |
| 306号艇（艇長：イアン・ヘンダーソン大尉）    | 267号艇（艇長：E・H・ビート大尉）            | 177号艇（艇長：マーク・ロディアー中尉）                               |
| 307号艇（艇長：ノーマン・ワリス大尉）        | 268号艇（艇長：ビル・ティリー大尉）          | 270号艇（艇長：チャールズ・スチュアート・ボンショー・アーウィン大尉） |
| 341号艇（艇長：ダグラス・ブリオー大尉）      |                                              |                                                                       |
| 443号艇（艇長：T・D・L・プラット大尉）       |                                              |                                                                       |
| 446号艇（艇長：ディック・ファルコナー大尉）  |                                              |                                                                       |
| 457号艇（艇長：トム・コリアー大尉）          |                                              | [ 82 ]                                                                |